# Villers-en-Cauchies
Villers-en-Cauchies – miejscowość i gmina we Francji, w regionie Hauts-de-France, w departamencie Nord.
Według danych na rok 1990 gminę zamieszkiwały 1203 osoby, a gęstość zaludnienia wynosiła 135 osób/km² (wśród 1549 gmin regionu Nord-Pas-de-Calais Villers-en-Cauchies plasuje się na 503. miejscu pod względem liczby ludności, natomiast pod względem powierzchni na miejscu 390.).